# Catherine Quéré
Pour les articles homonymes, voir Quéré.
Catherine Quéré est une femme politique française, née le 16 mars 1948 à Angoulême (Charente) et membre du Parti socialiste.

## Biographie
Catherine Quéré est élue députée le 17 juin 2007, pour la XIIIe législature (2007-2012), dans la 3e circonscription de la Charente-Maritime en battant, au deuxième tour, le député sortant Xavier de Roux (UMP) avec 52,02 % des suffrages. Elle siège au sein du groupe Socialiste, radical, citoyen et divers gauche et est membre de la commission des affaires économiques, de l'environnement et du territoire. Elle est réélue pour un second mandat en 2012 sous la présidence de François Hollande. 
En vertu de la règle du « mandat unique » instituée au sein du Conseil régional, elle démissionne de son mandat régional le 9 juillet 2007.
Elle est considérée comme proche de Ségolène Royal.

## Mandats
Députée
- Depuis le 20/06/2007 : députée de la troisième circonscription de la Charente-Maritime
- Réélue le 17/06/2012 : députée de la Troisième circonscription de la Charente-Maritime

Conseillère régionale
- 18/03/2004 - 09/07/2007 : vice-présidente du Conseil régional de Poitou-Charentes, 2004-2007

## Décorations
- Chevalier de la Légion d'honneur 14 juillet 2019[3].

### Sources
- Le Monde des 12 et 19 juin 2007